# Municipio de Bonaparte
El municipio de Bonaparte (en inglés: Bonaparte Township) es un municipio ubicado en el condado de Van Buren en el estado estadounidense de Iowa. En el año 2010 tenía una población de 631 habitantes y una densidad poblacional de 10,03 personas por km².

## Geografía
El municipio de Bonaparte se encuentra ubicado en las coordenadas 40°41′54″N 91°45′55″O / 40.69833, -91.76528. Según la Oficina del Censo de los Estados Unidos, el municipio tiene una superficie total de 62.89 km², de la cual 61,25 km² corresponden a tierra firme y (2,6 %) 1,64 km² es agua.

## Demografía
Según el censo de 2010, había 631 personas residiendo en el municipio de Bonaparte. La densidad de población era de 10,03 hab./km². De los 631 habitantes, el municipio de Bonaparte estaba compuesto por el 99,21 % blancos, el 0,16 % eran asiáticos, el 0,16 % eran de otras razas y el 0,48 % eran de una mezcla de razas. Del total de la población el 1,43 % eran hispanos o latinos de cualquier raza.